# Leganés Norte
Leganés Norte es uno de los barrios más modernos de Leganés. 

## Transportes
- Ferrocarril: estación de Zarzaquemada, en la línea de Cercanías Madrid C-5.
- Autobús: L-1, 480, 485, N804 (con paradas en el centro del barrio). L-1, 480, 481, 485, 497 (con parada en la estación de Zarzaquemada). L-1, 480, 481, 482, 484, 485, 491, 492, 493, N802, N803, N804 (con parada en la carretera de Carabanchel). Todas las líneas son operadas por la empresa Martín, S.A.
- Coche: por la carretera M-421 o M-425 desde Carabanchel.

## Ubicación
Se sitúa en el norte del municipio de Leganés y al sur del madrileño barrio de Carabanchel. Teniendo como límite sur la línea ferroviaria de cercanías C-5.
Limita al suroeste con Zarzaquemada, al sureste con El Carrascal y al norte con Carabanchel.

### Límites
| Noroeste: Urbanización Solagua | Norte: Carabanchel               | Noreste: Carabanchel  |
| Oeste: Quinto Centenario       |                                  | Este: Villaverde      |
| Suroeste: Zarzaquemada         | Sur: Zarzaquemada y El Carrascal | Sureste: El Carrascal |

## Política
El PSM-PSOE planteó en 2007 la creación de una Junta de Distrito para el barrio en su programa electoral, que sería la cuarta del municipio tras las de Zarzaquemada, La Fortuna y San Nicasio

## Urbanismo

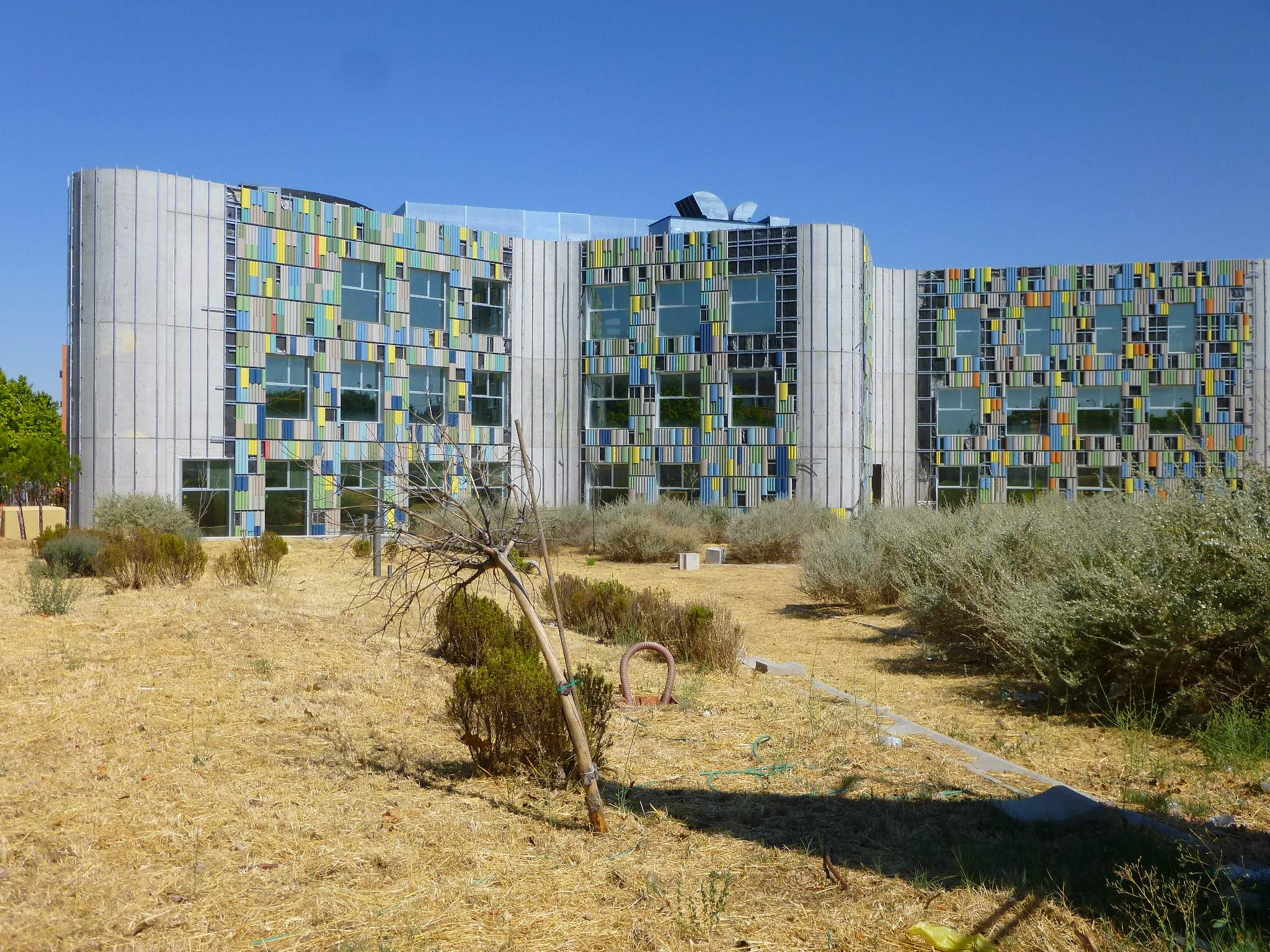
La ya acabada Biblioteca Central y Archivo Municipal Central de Leganés, emplazada en el barrio de Leganés Norte

El barrio fue edificado en el último lustro del siglo XX.
Cuenta con un novedoso sistema de recogida de residuos sólidos urbanos.

## Historia
Este barrio se hizo famoso tras el 3 de abril de 2004 por encontrarse en él un piso franco del grupo de terroristas islámicos implicados en el 11-M que se suicidaron tras ser acorralados y conminados a entregarse por la Policía, provocando la muerte del GEO Francisco Javier Torronteras.